# Musée ethnographique de Praia
Le musée ethnographique de Praia (museu etnográfico) est un musée du Cap-Vert, situé sur l'île de Santiago, à Praia, la capitale, dans le quartier historique du Plateau (Platô).

## Historique
Ouvert le 5 octobre 1997 dans une maison du XIXe siècle – elle apparaît sur un plan de la ville de 1840 –, c'est le premier musée ethnographique du pays. Après deux ans de travaux, il accueille à nouveau le public en 2007.